# The Storm
The Storm är det tionde albumet av countrysångaren Travis Tritt. Det är också hans debutalbum för Category 5 Records.
Tre låtar från det här albumet är covers: "Should've Listened" spelades ursprungligen in av det kanadensiska rockbandet Nickelback till deras album The Long Road från 2003, "You Never Take Me Dancing" är en cover av en låt tidigare inspelad av Richard Marx och "The Pressure is On" spelades ursprungligen in av Hank Williams Jr.. "You Never Take Me Dancing" släpptes som en singel från det här albumet och nådde #27 på Hot Country Songs-listan 2007. Den följdes av "Something Stronger Than Me", vilken inte lyckades ta sig in på någon lista.

## Låtförteckning
1. "Mudcat Moan (Prelude)/You Never Take Me Dancing" (Michael Thompson, Travis Tritt, Richard Marx) -  5:29
2. "(I Wanna) Feel Too Much" (Diane Warren) - 4:03
3. "Doesn't the Good Outweigh the Bad" (Tritt, Marx) - 4:23
4. "What If Love Hangs On" (Rob Thomas, Tritt) - 4:02
5. "Rub Off on Me" (Casey Beathard, Kevin Horne) - 4:40
6. "Something Stronger Than Me" (Don Poythress, Donnie Skaggs, Michelle Little) - 3:39
7. "The Storm" (Tritt) - 4:42
8. "I Don't Know How I Got By" (Warren) - 3:45
9. "The Pressure Is On" (Hank Williams, Jr.) - 3:54
10. "Should've Listened" (Mike Kroeger, Chad Kroeger, Ryan Peake, Ryan Vikedal) - 3:30
11. "High Time for Gettin' Down" (John Kromer, Weston Harvey, Jay Speight) - 2:43
12. "Somehow, Somewhere, Someday" (Kenny Wayne Shepherd, Danny Tate) - 5:42